# Ducka Wola
Ducka Wola is een plaats in het Poolse district  Białobrzeski, woiwodschap Mazovië. De plaats maakt deel uit van de gemeente Stromiec en telt 150 inwoners.